# Гваміні (округ)
Округ Гваміні́ (ісп. Guaminí) — адміністративно-територіальна одиниця 2-ого рівня у провінції Буенос-Айрес в центральній Аргентині. Адміністративний центр округу — Гваміні.
Населення округу становить 11826 осіб (2010). Площа — 4840 кв. км.

## Історія
Округ заснований у 1886 році.

## Населення
У 2010 році населення становило 11826 осіб. З них чоловіків — 5928, жінок — 5898.

## Політика
Округ належить до 6-ого виборчого сектору провінції Буенос-Айрес.